# Michael Carter-Williams
Michael Carter-Williams (* 10. Oktober 1991 in Hamilton, Massachusetts) ist ein US-amerikanischer Basketballspieler, der in der NBA zuletzt für die Orlando Magic spielte.

## Karriere

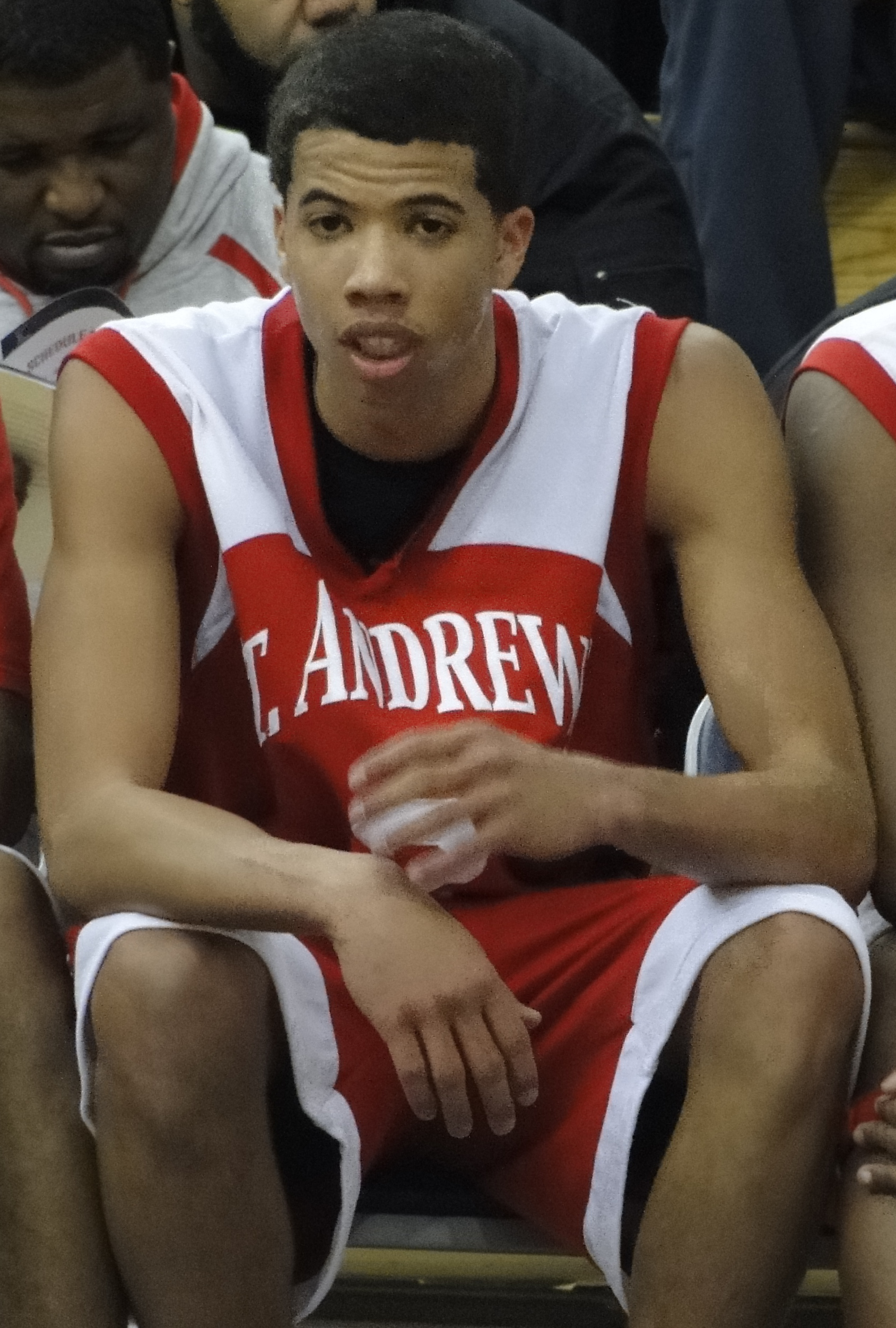
Carter-Williams im Trikot von Syracuse

Carter-Williams spielte zwei Jahre für die Syracuse University. Während sein Freshman-Jahr mit 2,7 Punkten und 2,1 Assists noch unauffällig verlief, steigerte er sich als Sophomore deutlich. Er schloss sein zweites Jahr mit 12,1 Punkten, 4,9 Rebounds, 7,4 Assists und 3,4 Steals pro Spiel ab.
Im NBA-Draft 2013 wurde Carter-Williams von den Philadelphia 76ers an elfter Stelle ausgewählt. Bei seinem NBA-Debüt sorgte Carter-Williams für Furore, als ihm beim Sieg gegen den Meister Miami Heat, 22 Punkte, 12 Assists, 7 Rebounds und 9 Steals gelangen. Somit verpasste er knapp ein Triple-Double. Mit neun Steals erzielte er den höchsten Wert, den ein Spieler in seinem NBA-Debüt in dieser Kategorie erreichte, mit zwölf Assists gelang ihm der zweithöchste Wert in der Liga-Geschichte.
Carter-Williams wurde in seiner ersten Woche in der NBA (29. Oktober – 3. November 2013) zum Spieler der Woche der Eastern Conference ernannt. Er wurde damit der zweite Spieler in der NBA-Geschichte (neben Shaquille O’Neal), dem dies in seiner Debüt-Woche gelang.
Er wurde für Oktober/November 2013, Januar, März sowie April 2014 zum Eastern Conference Rookie des Monats erwählt. Am 3. Dezember 2013 erreichte er im Spiel gegen die Orlando Magic das erste Triple-Double seiner NBA.Karriere (27 Punkte, 12 Rebounds, 10 Assists). Es war das erste Spiel in der NBA-Geschichte, in dem zwei Rookies gleichzeitig dies schafften (der andere war Orlandos Victor Oladipo). Am 10. März 2014 schaffte er sein zweites Triple Double mit 23 Punkten, 13 Rebounds und 10 Assists in einer Niederlage gegen die New York Knicks.
Die Saison 2013/14 schloss Carter-Williams mit 16,7 Punkten, 6,3 Assists und 6,2 Rebounds pro Spiel ab. Er war damit neben Magic Johnson und Oscar Robertson erst der dritte Rookie in der Liga-Geschichte, dem 16 Punkte, 6 Rebounds und 6 Assists im Schnitt gelangen. Für diese Leistungen wurde er als Rookie of the Year ausgezeichnet. Auch wurde er ins NBA All-Rookie Team gewählt.
Im Februar 2015 wurde Carter-Williams vor der Wechselfrist zu den Milwaukee Bucks transferiert. Am 17. Oktober 2016 wurde Carter-Williams im Austausch gegen Tony Snell an die Chicago Bulls abgegeben und gab sein Debüt am 27. Oktober beim 105:99-Sieg der Bulls gegen die Boston Celtics. In Chicago sank seine Einsatzzeit im Vergleich zu den bisherigen Jahren Carter-Williams in der NBA deutlich.
Nach der Saison 2016/17 lief sein Rookie-Vertrag aus, er schloss sich den Charlotte Hornets an. Carter-Williams unterschrieb einen Einjahresvertrag mit einem Gehalt von 2,7 Millionen US-Dollar. Nach Ablauf seines Vertrags wurde er erneut vereinslos. Zur Saison 2018/19 unterzeichnete Carter-Williams einen Einjahresvertrag bei den Houston Rockets. In 16 Einsätzen für die Texaner erhielt er eine mittlere Spielzeit von lediglich neun Minuten, von den Werten seiner Anfangsjahre in der NBA war Carter-Williams damit weit entfernt.
Im Sommer 2019 sicherten sich die Orlando Magic die Dienste des Aufbauspielers. Bis 2022 bestritt er 88 Spiele für die Mannschaft aus Florida. Im Februar 2022 wurde er von Orlando aus dem Aufgebot gestrichen. Rund ein Jahr später holte man ihn zurück, Ende Februar 2023 unterschrieb Carter-Williams einen neuen Vertrag in Orlando.

## Karriere-Statistiken

### NBA

#### Hauptrunde
| Saison  | Team                     | GP  | GS  | MPG  | FG % | 3P % | FT % | RPG | APG | SPG | BPG | PPG  |
| ------- | ------------------------ | --- | --- | ---- | ---- | ---- | ---- | --- | --- | --- | --- | ---- |
| 2013–14 | Philadelphia             | 70  | 70  | 34.5 | .405 | .264 | .703 | 6.2 | 6.3 | 2.0 | 0.6 | 16.7 |
| 2014–15 | Philadelphia / Milwaukee | 66  | 63  | 32.6 | .396 | .235 | .694 | 5.3 | 6.7 | 1.7 | 0.5 | 14.6 |
| 2015–16 | Milwaukee                | 54  | 37  | 30.5 | .452 | .273 | .654 | 5.1 | 5.2 | 1.5 | 0.8 | 11.5 |
| 2016–17 | Chicago                  | 45  | 19  | 18.8 | .366 | .234 | .753 | 3.4 | 2.5 | 0.8 | 0.5 | 6.6  |
| 2017–18 | Charlotte                | 52  | 2   | 16.1 | .332 | .237 | .820 | 2.7 | 2.2 | 0.8 | 0.4 | 4.6  |
| 2018–19 | Houston / Orlando        | 28  | 1   | 13.3 | .374 | .263 | .604 | 2.5 | 2.5 | 0.7 | 0.5 | 4.8  |
| 2019–20 | Orlando                  | 45  | 0   | 18.5 | .427 | .293 | .832 | 3.3 | 2.4 | 1.1 | 0.5 | 7.2  |
| 2020–21 | Orlando                  | 31  | 25  | 25.8 | .389 | .246 | .613 | 4.5 | 4.2 | 0.8 | 0.5 | 8.8  |
| 2022–23 | Orlando                  | 4   | 0   | 11.0 | .429 | .333 | .571 | 1.3 | 1.8 | 0.3 | 0.3 | 4.3  |
| Gesamt  | Gesamt                   | 395 | 217 | 25.2 | .402 | .256 | .705 | 4.3 | 4.3 | 1.3 | 0.5 | 10.2 |

#### Play-offs
| Saison  | Team                     | GP | GS | MPG  | FG % | 3P % | FT % | RPG | APG | SPG | BPG | PPG  |
| ------- | ------------------------ | -- | -- | ---- | ---- | ---- | ---- | --- | --- | --- | --- | ---- |
| 2014–15 | Philadelphia / Milwaukee | 6  | 6  | 31.8 | .423 | .000 | .583 | 4.5 | 4.8 | 1.2 | 1.0 | 12.2 |
| 2016–17 | Chicago                  | 5  | 0  | 10.6 | .400 | .000 | .500 | 0.8 | 1.2 | 0.4 | 0.2 | 2.8  |
| 2018–19 | Orlando                  | 5  | 0  | 18.4 | .387 | .250 | .875 | 4.0 | 2.4 | 0.6 | 0.0 | 6.6  |
| Gesamt  | Gesamt                   | 16 | 6  | 21.0 | .411 | .143 | .667 | 3.2 | 2.9 | 0.8 | 0.4 | 7.5  |